# Juan Paleólogo (César)
Juan Paleólogo (en griego: Ἱωάννης Παλαιολόγος; alrededor de 1288/89—1326) fue el gobernador de Tesalónica de la dinastía de los Paleólogos.
Juan era el hijo del general Constantino Paleólogo con su esposa Irene Paleóloga Raulina y nieto del emperador bizantino Miguel VIII Paleólogo.
En 1305, Juan recibió el prestigioso título de Panhypersebastos. En 1325/6, durante la guerra civil, era el gobernador de Tesalónica. En 1326, se rebeló contra su tío, el emperador Andrónico II Paleólogo y unió sus fuerzas con el rey de Serbia Esteban Uroš III Dečanski, y los dos saquearon los dominios bizantinos desde el centro de Macedonia hasta Serres. Andrónico trató de aplacarlo concediéndole el título de César, el segundo más alto en la jerarquía de la corte bizantina, y Juan accedió en desistir de su rebelión y regresar a Tesalónica. Sin embargo, contrajo una enfermedad y murió poco después en Skopie.
Juan se casó con una mujer llamada Irene, de familia desconocida, con quien tuvo una hija, María Paleóloga, que se convirtió en reina consorte de Esteban Dečanski, y un hijo de nombre desconocido que murió en la batalla de Rusokastro en 1332.